# Hylomantis psilopygion
Hylomantis psilopygion är en groddjursart som först beskrevs av David Cannatella 1980.  Hylomantis psilopygion ingår i släktet Hylomantis och familjen lövgrodor. IUCN kategoriserar arten globalt som otillräckligt studerad. Inga underarter finns listade i Catalogue of Life.